# Janet Akyüz Mattei
Janet Akyüz Mattei (2 de enero de 1943 - 22 de marzo de 2004) fue una astrónoma turco-estadounidense que llegó a ser la directora de la Asociación americana de Observadores de Estrella Variable (AAVSO) de 1973 hasta 2004.

## Biografía
Mattei nació en Bodrum, Turquía, a Bella y Baruk Akyüz, en una familia de judíos turcos y estudió en el American Collegiate Institute, en İzmir. Se fue a los Estados Unidos para cursar sus estudios universitarios, donde asistió a la Universidad Brandeis en Waltham, Massachusetts, gracias a una beca. Luego de egresada,  le fue ofrecido trabajar con Dorrit Hoffleit en el Observatorio Maria Mitchell en Nantucket, Massachusetts.
Trabajó en el Observatorio Leander McCormick en Charlottesville, Virginia de 1970 a 1972 y recibió su Maestría en Astronomía de la Universidad de Virginia en 1972. Posteriormente a haber recibido su grado, se casó con Mike Mattei y su Ph.D. en Astronomía lo recibió en 1982 de la Universidad del Egeo en Izmir (Turquía).

### Carrera
Durante su gestión como directora del AAVSO por más de 30 años, recogió observaciones de estrellas variables efectuadas por astrónomos amateurs de todo del mundo. Coordinó muchos programas de observación importantes entre astrónomos amateurs y profesionales. También mostró mucho interés en la educación, como por ejemplo a través del proyecto Hands-On Astrophysics (HOA), el cual estimuló el interés en la astrofísica tanto a educadores como alumnos, generando una gran cantidad de los proyectos escolares relacionados con esta ciencia. Bajo su dirección, la base de datos de la asociación fue hecha disponible para educadores y además de eso, logró que astrónomos no profesionales accedieran al telescopio espacial Hubble.

## Premios
- 1987: Medalla Centenaria de la Sociedad Astronómica de Francia;
- 1993: Premio George Van Biesbroeck de la Sociedad Astronómica americana;
- 1993: Premio Leslie Peltier de Liga Astronómica;
- primer Premio Giovanni Battista por su colaboración con astrónomos amateurs;
- 1995: Premio de la Unión de Astrónomos Amateurs Italianos;
- 1995: Medalla Jackson-Gwilt de la Real Sociedad Astronómica.

### Eponimia
- asteroide 11695 Mattei nombrado en su honor.[5] Participó en varias convenciones de la Liga Iberoamericana de Astronomía (LIADA)[6]

## Fallecimiento
Falleció de leucemia en Boston en marzo de 2004.